# Kačení louka
Kačení louka je přírodní rezervace poblíž obce Moravičany v okrese Šumperk. Oblast spravuje AOPK ČR Správa CHKO Litovelské Pomoraví. Důvodem ochrany jsou pestrá společenstva vodní hladiny, mokrých luk a olšin.